# محله لومره

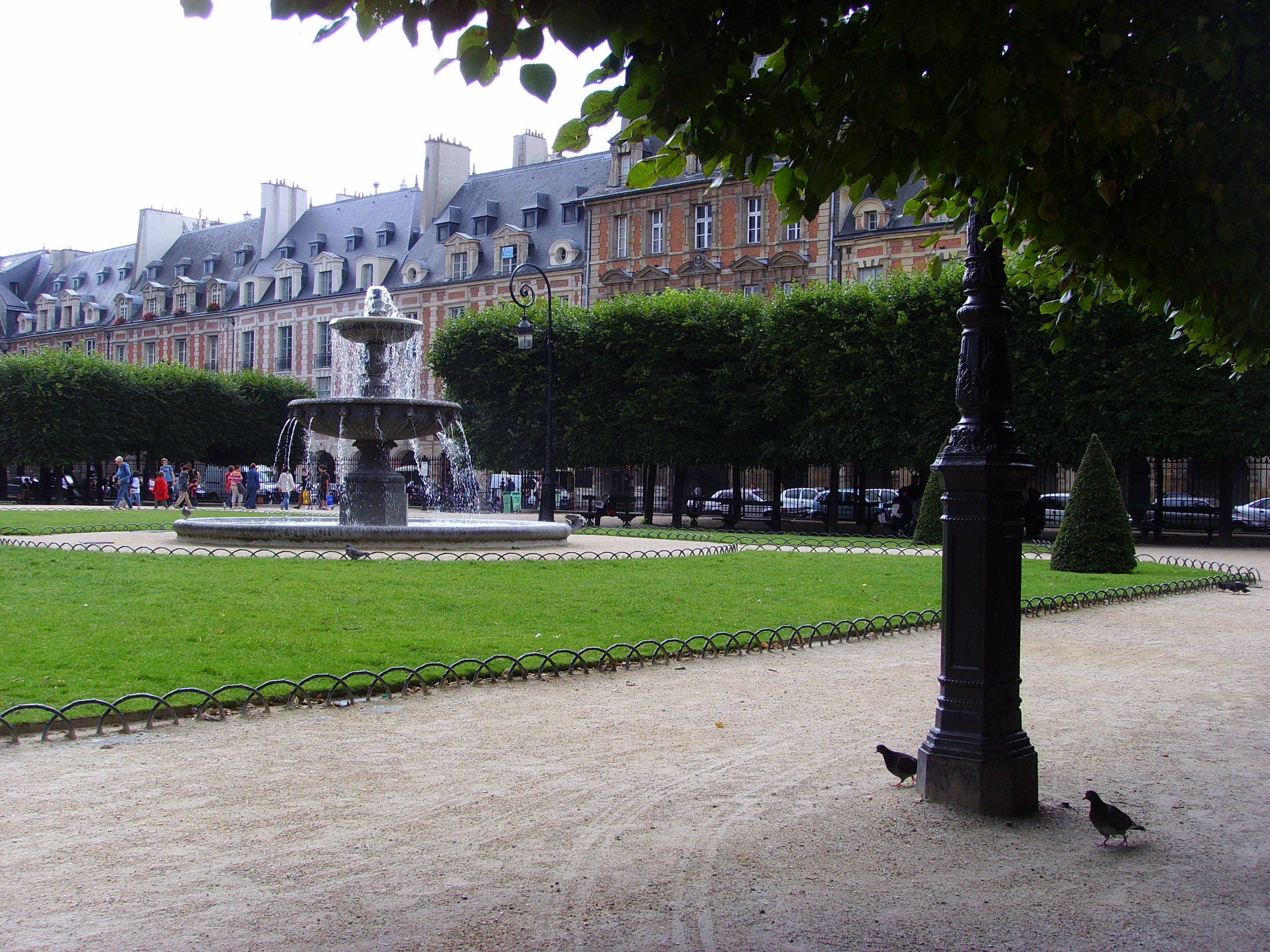
میدان وژ معروفترین میدان محله لومری

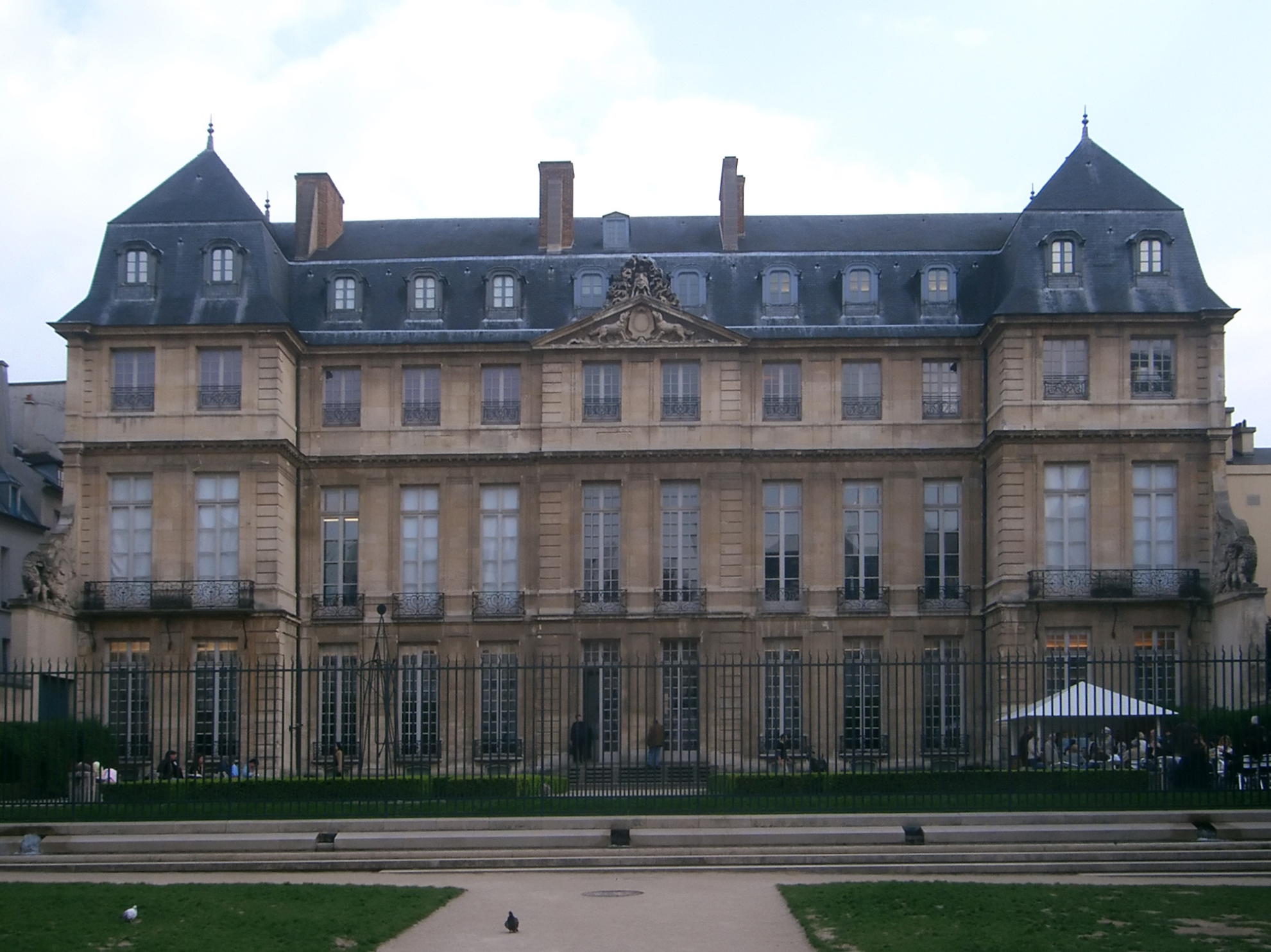
موزه پیکاسو واقع در محله لومری

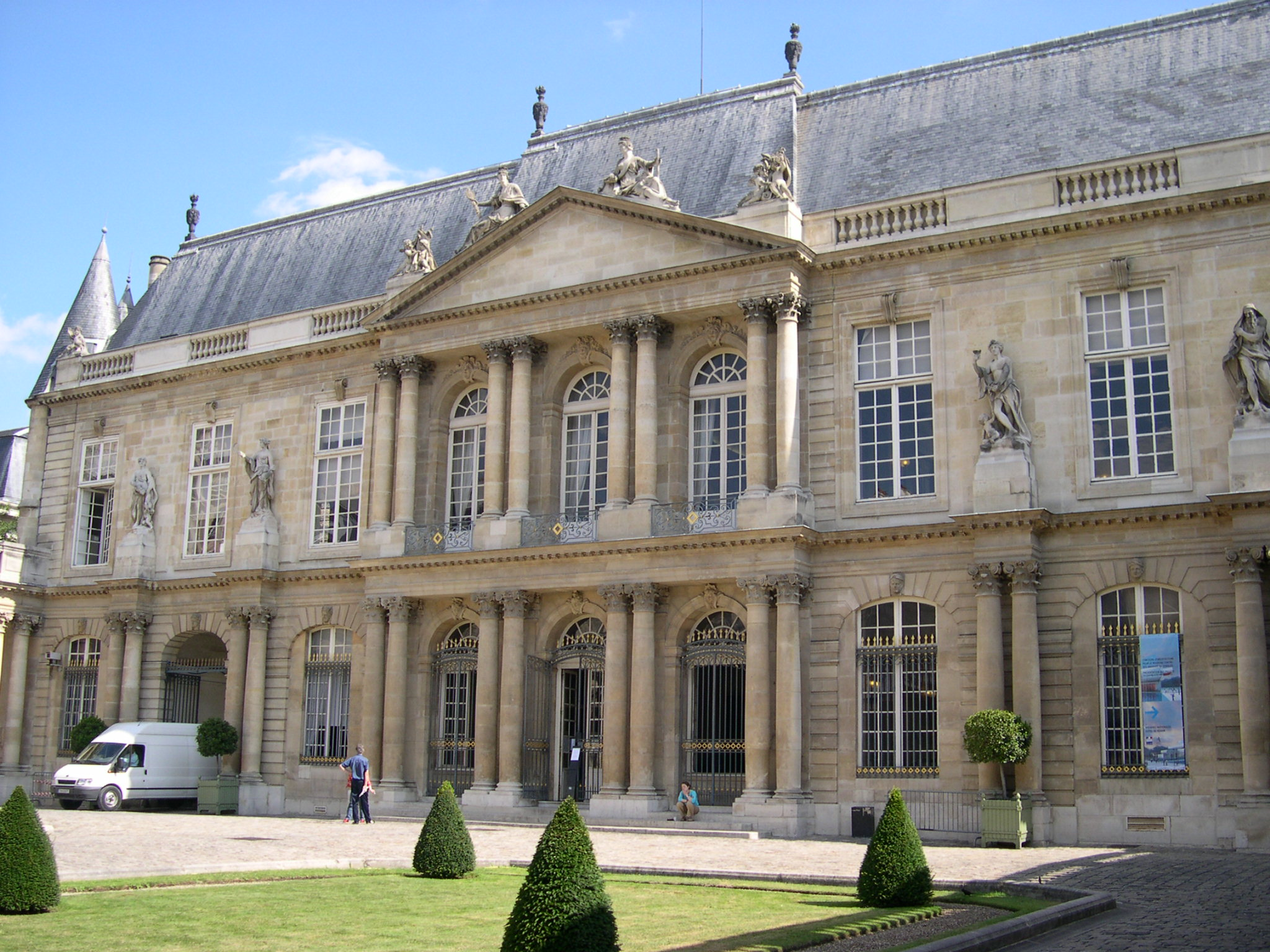
آرشیو ملی فرانسه واقع در محله لومری

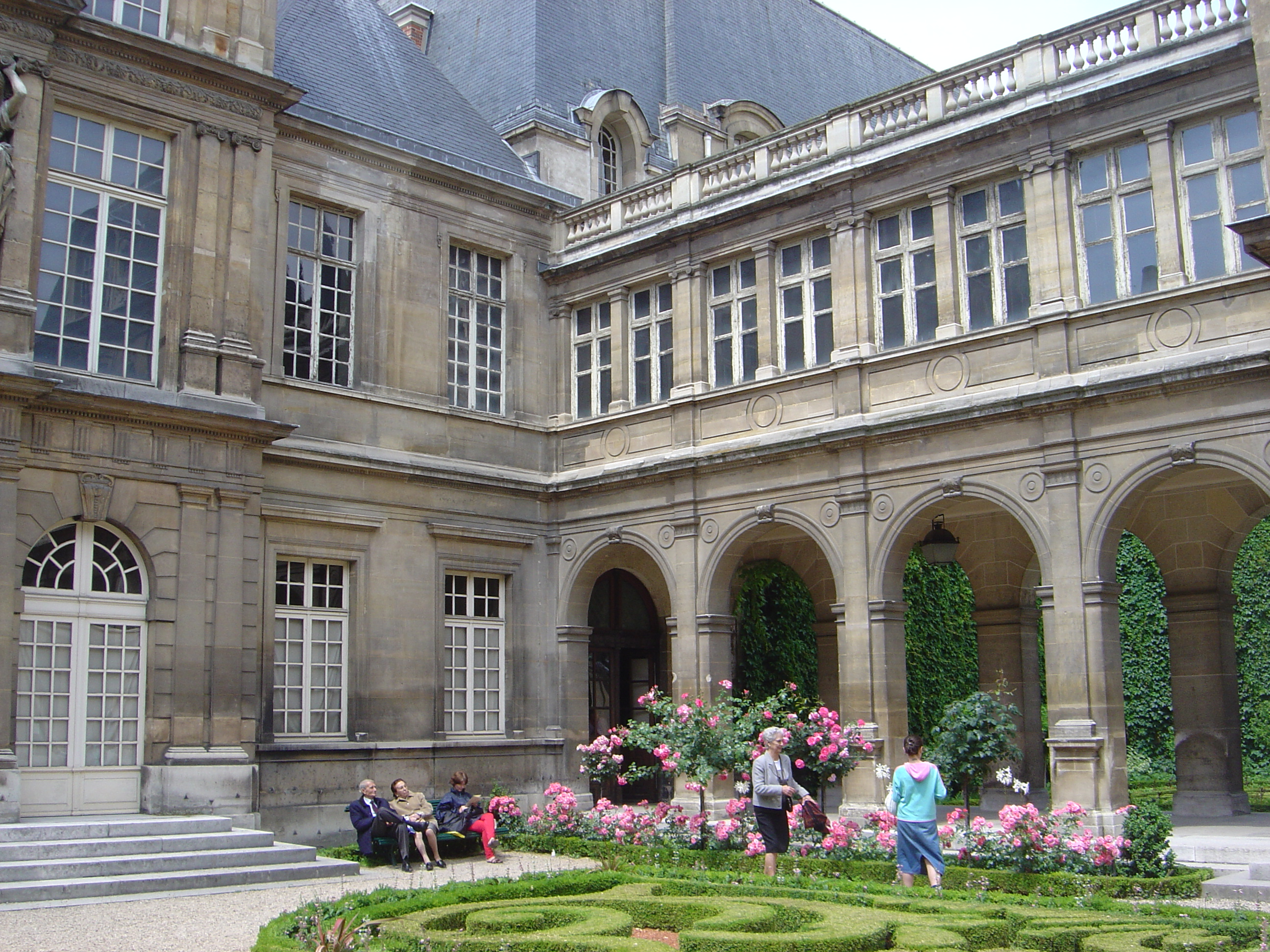
موزه کارناوال واقع در محله لومری

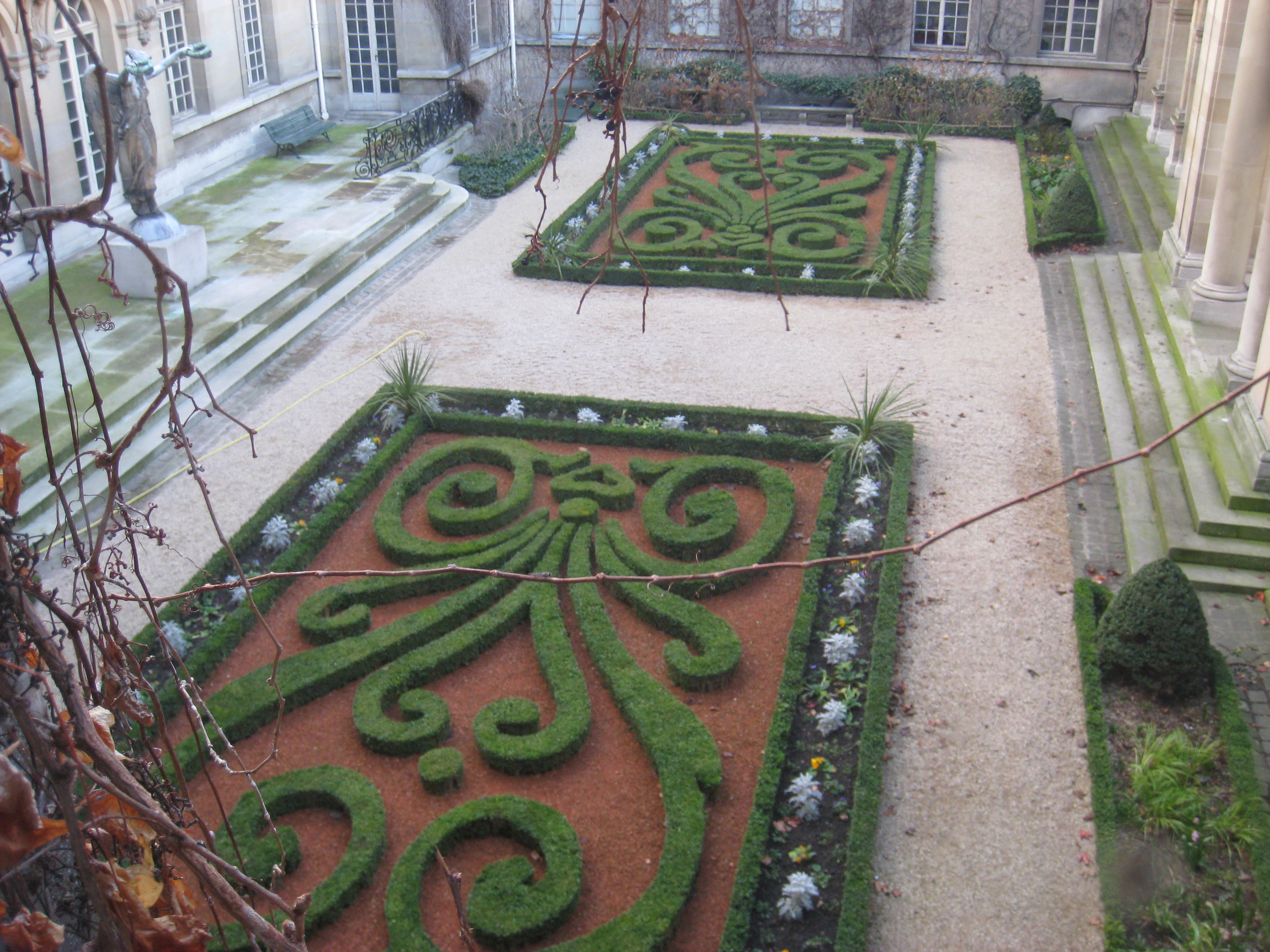
حیات داخلی موزه کارناوال

لومَره (به فرانسوی: Le Marais) (تلفظ فرانسوی: [lə maʁɛ] () (در فرانسه به معنی مرداب)؛ محله‌ای در شهر پاریس پایتخت کشور فرانسه است. این محله به‌طور سنتی محله‌ای ثروتمندنشین است. اما شهرت آن بیشتر به جایگاه تاریخی این محله بازمی‌گردد. این محله در منطقه ۳ و منطقه ۴ پاریس واقع است.

## تاریخچه
این محل تا قرن دوازدهم به شکل مرداب بود، در این تاریخ گروهی از سربازان جنگ‌های صلیبی موسوم به شوالیه‌های زائر (به انگلیسی: Knights Templar) اقدام به خشک کردن این مرداب کردند.
در قرن شانزدهم ثروتمندان جهت ساخت کاخ‌هایی برای خود رو به زمین‌های این منطقه آورده و اقدام به ساخت و ساز کاخ‌هایی برای خود در این محل کردند. با ساخت میدانی با نام میدان رویال (امروزه این میدان به نام میدان وژ شهرت دارد) به دستور پادشاه فرانسه هانری چهارم در سال ۱۶۰۵ در این محل گرایش ثروتمندان و درباریان برای ساخت خانه‌ها و کاخ‌های مجلل در این محل افزایش یافت.
با انتقال محل زندگی پادشاه و درباریان به ورسای در قرن هفدهم از رونق این محله کاسته شد.
در پایان قرن نوزدهم و اوایل قرن بیستم این محله به ویژه در اطراف خیابان دروسیه محلی برای اسکان یهودیان مهاجر شرق اروپا شد. این یهودیان عمدتاً در صنایع نساجی پاریس مشغول به کار بودند. این مسئله باعث شد که در جریان جنگ جهانی دوم و اشغال پاریس به دست نازی‌ها این محل آماج هجوم و حضور مکرر نیروهای آلمانی قرار گیرد.
با پایان جنگ و در سال ۱۹۶۹ این محله به عنوان اولین محله حفاظت شده فرهنگی تاریخی پاریس انتخاب شد. براساس این قانون در چنین محلاتی شکل ظاهری خیابان از جمله مغازه‌ها، فروشگاه‌ها و ساختمان‌ها باید به شکل تاریخی خود حفظ می‌شد و هرگونه دخل و تصرف در چهره تاریخی این محلات جرم محسوب می‌شد. با اجرای این قانون در طول نزدیک به چهل سال اخیر این محله شکل خاصی به خود گرفته‌است، به طوری که نما و تابلو مغازه‌ها از ۴۰ سال پیش تاکنون تغییر نکرده اما شغل آن‌ها تغییر کرده‌است، پس به عنوان مثال مغازه‌ای به شکل نانوایی باقی‌مانده اما در آن لباس‌های زنانه به فروش می‌رسد!؟

## وضعیت فعلی
هم‌اکنون نیز این محله به ویژه خیابان دروسیه به عنوان یکی از اجتماعات یهودی در پاریس مورد توجه است. به همین علت در این محله بسیاری از کتاب‌فروشی‌ها، فروشگاه‌ها و مکان‌های فروش موادغذایی مخصوص یهودیان بوده و مایحتاج مورد استفاده آن‌ها را عرضه می‌کنند. رستوران‌هایی نیز در این محل وجود دارد که غذاهایی مخصوص یهودیان و با رعایت شرایط ذبح یهودی طبخ می‌کنند.
در بخش شمالی محله نیز اجتماعاتی از چینیان زندگی می‌کنند.
از دهه ۸۰ نیز اجتماعات همجنس‌گرایان مرد در این محله تشکیل شده به طوری که تعداد زیادی کافه، رستوران و کلوب‌های شبانه مخصوص این افراد در این محله به ویژه در جنوب محله و محدوده خیابان‌های سن کروآ و ویل دوتامپ شکل گرفته‌اند.
علاوه بر آثار فوق تعدادی از آثار دیدنی پاریس نیز به شرح زیر در این محله قرار دارند:
- میدان وژ (قدیمی‌ترین میدان پاریس که شکل اولیه خود و ساختمان‌های اطرافش را حفظ کرده‌است)
- موزه پیکاسو
- آرشیو ملی فرانسه
- هتل دسن
- کلیسای سن ماری
- خانه ویکتور هوگو در میدان وژ
- موزه کوکناک-جی
- موزه کارناوال
- هتل دسولی
- موزه شکار و طبیعت
- موزه هنر و تاریخ یهودیت

## نگارخانه

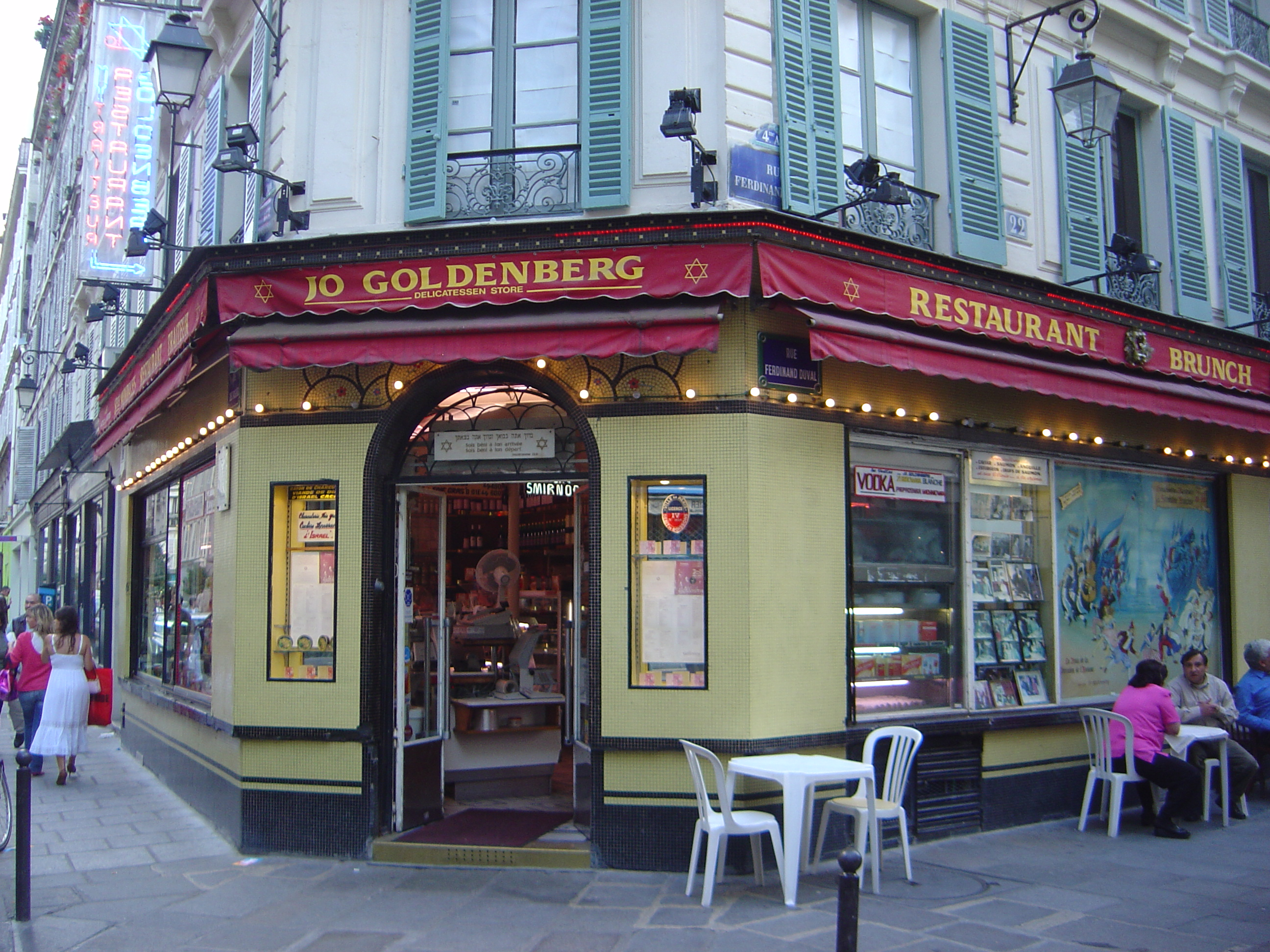
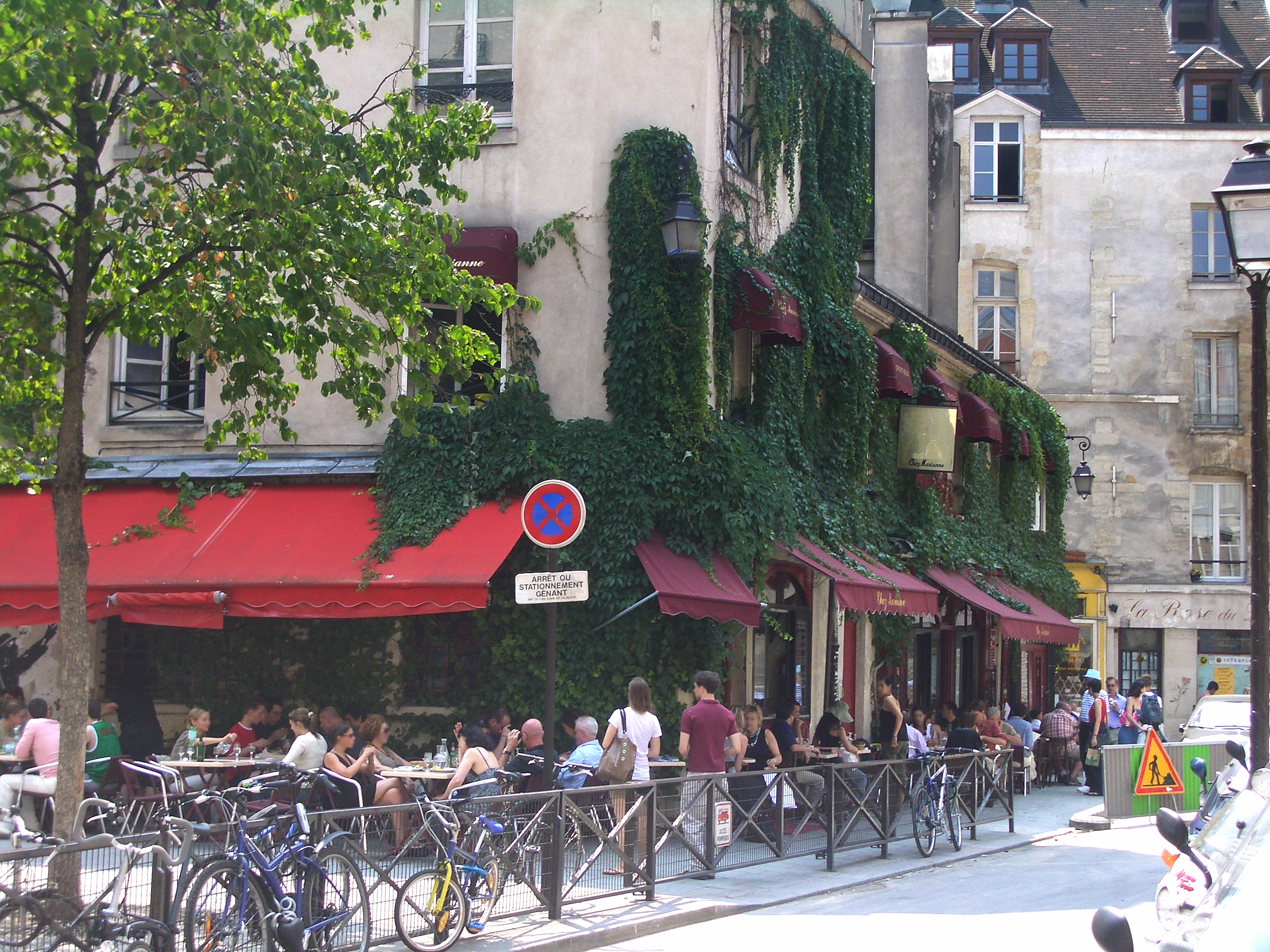
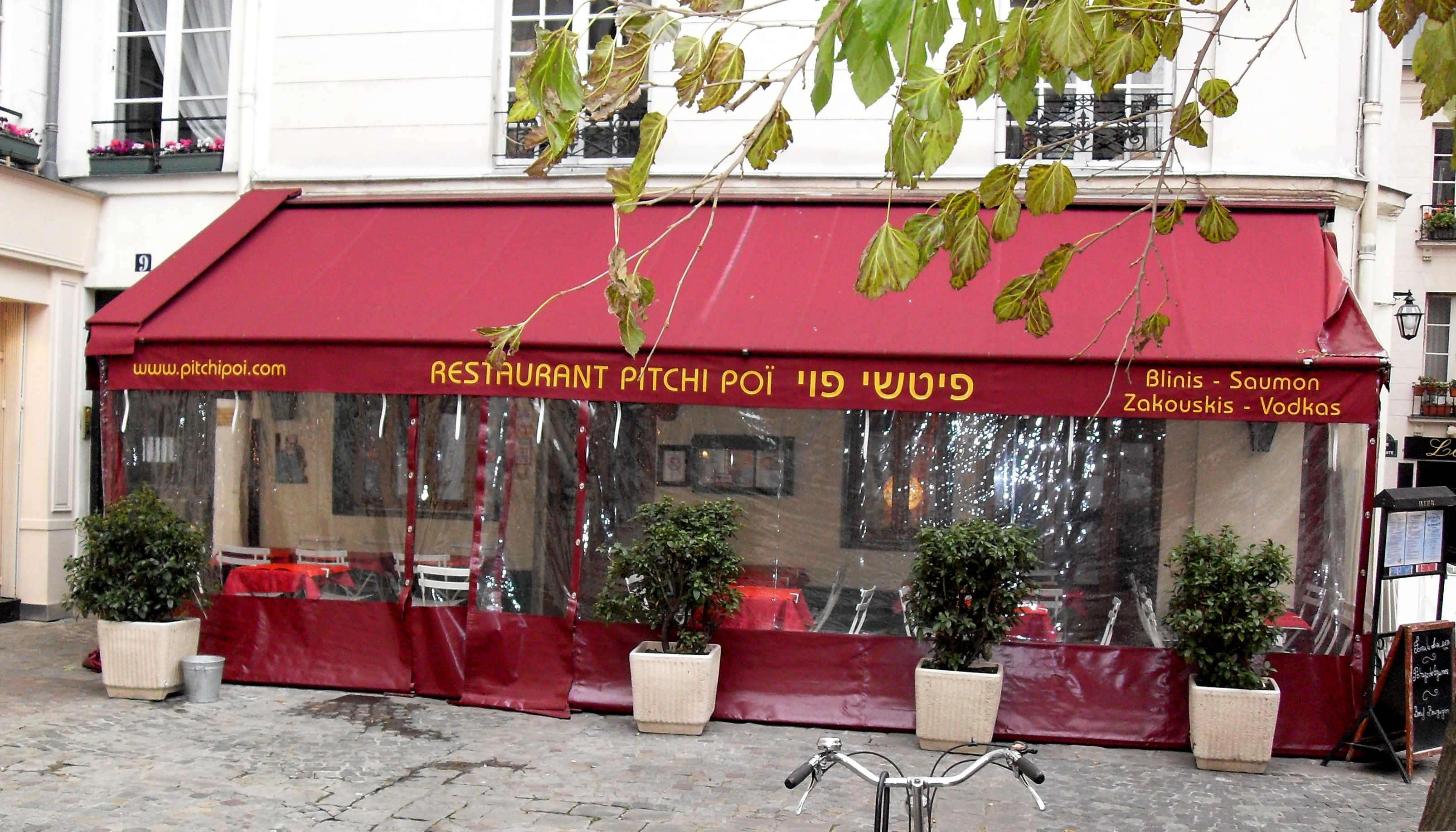
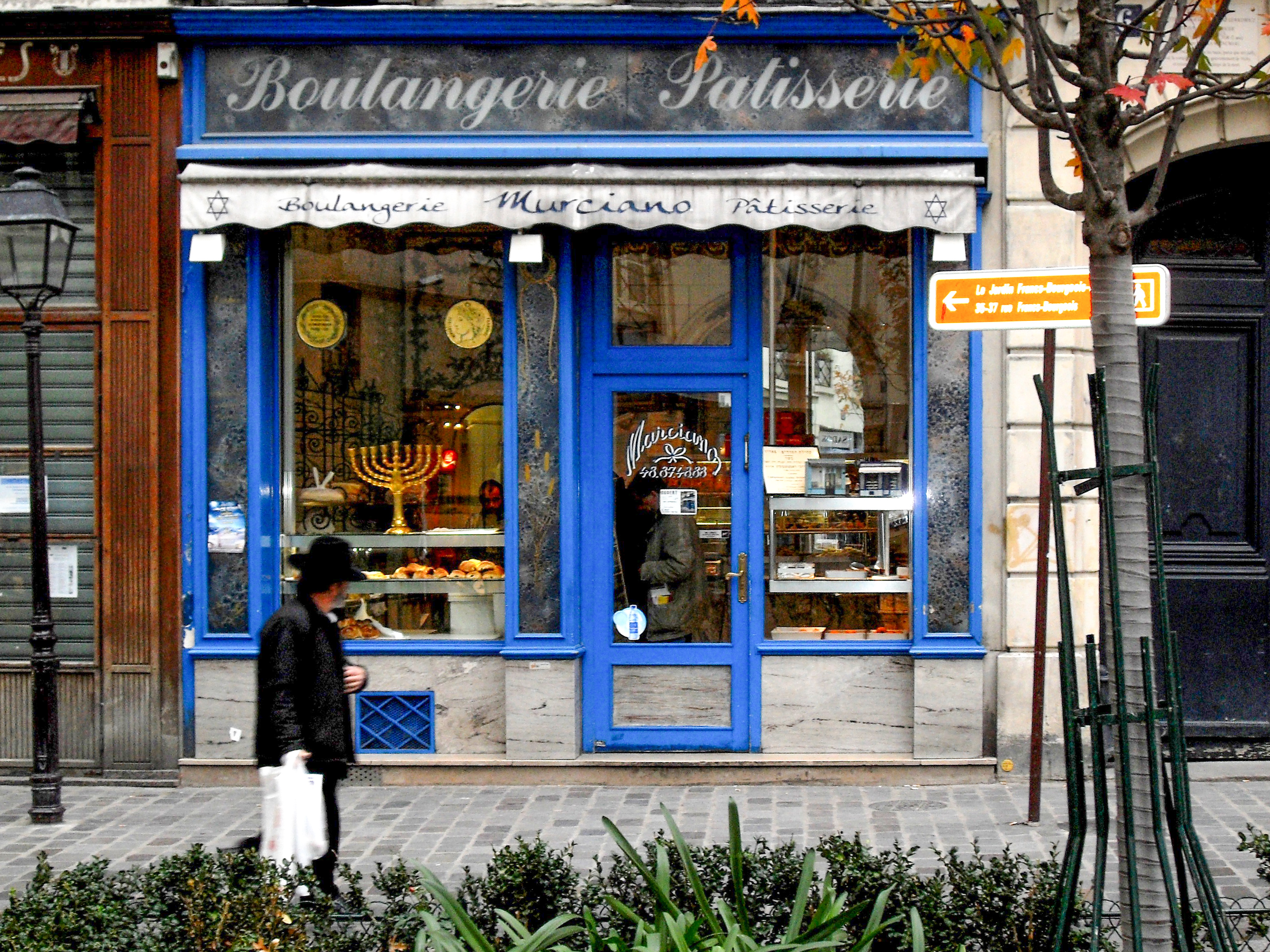
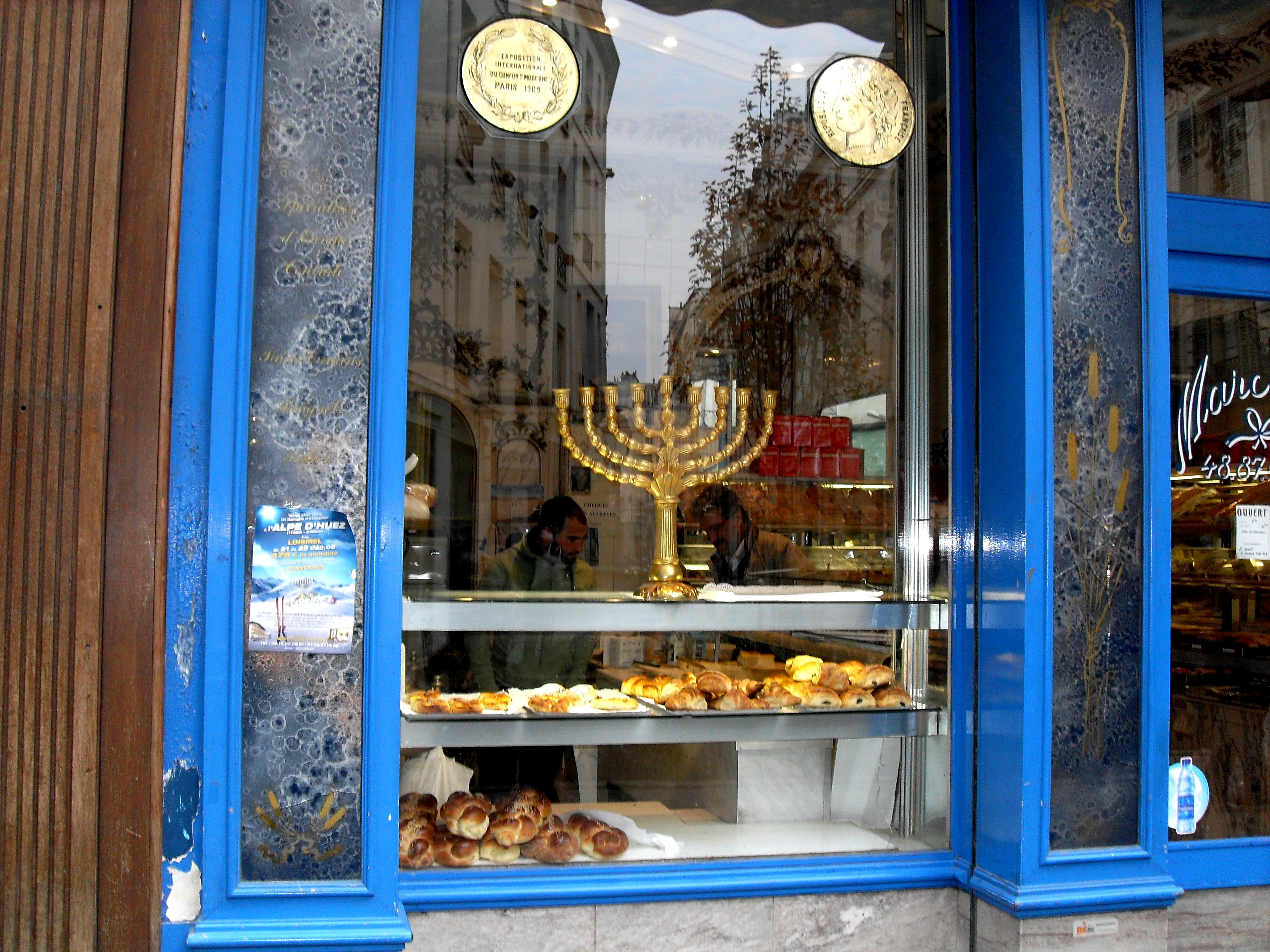
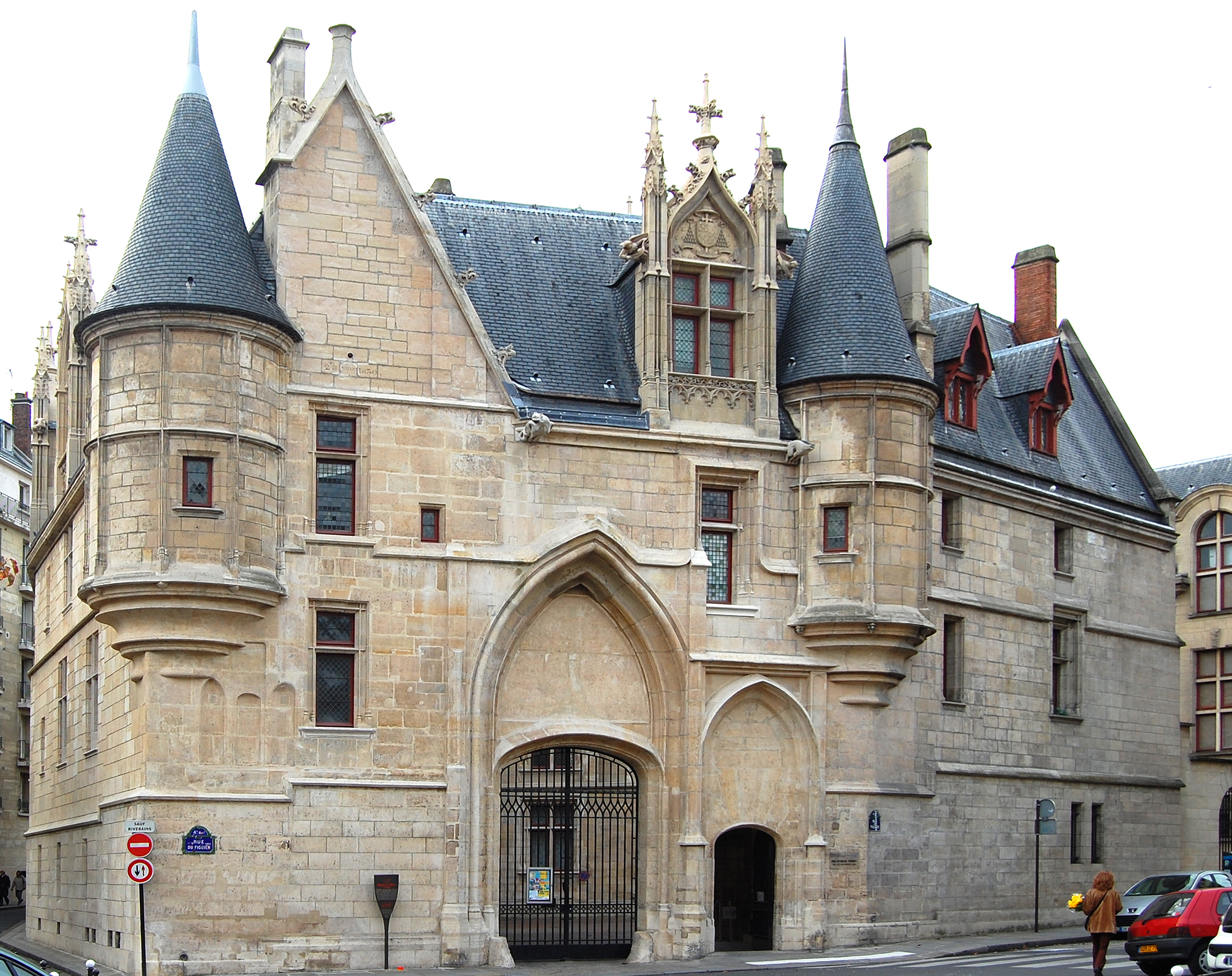
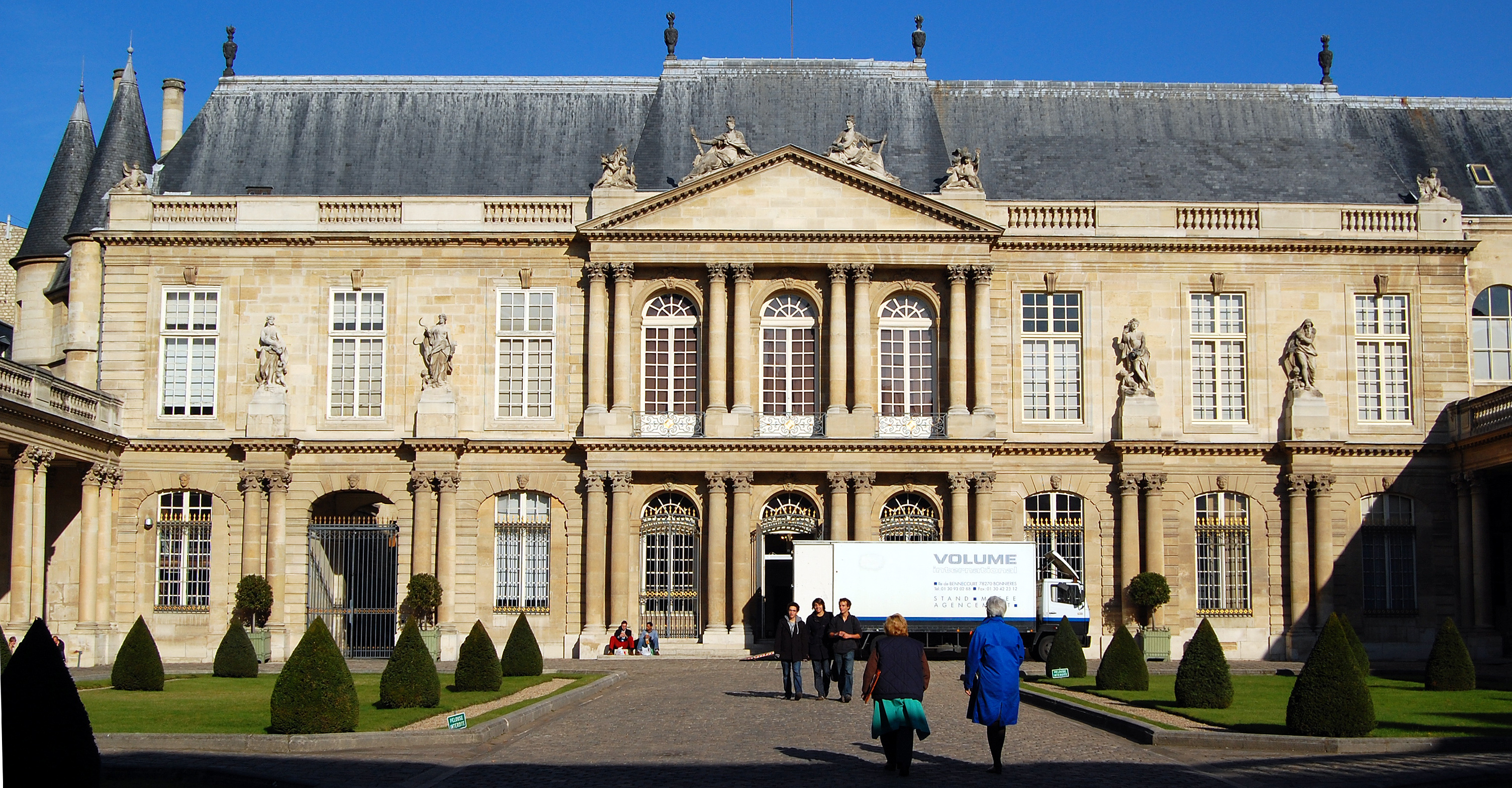
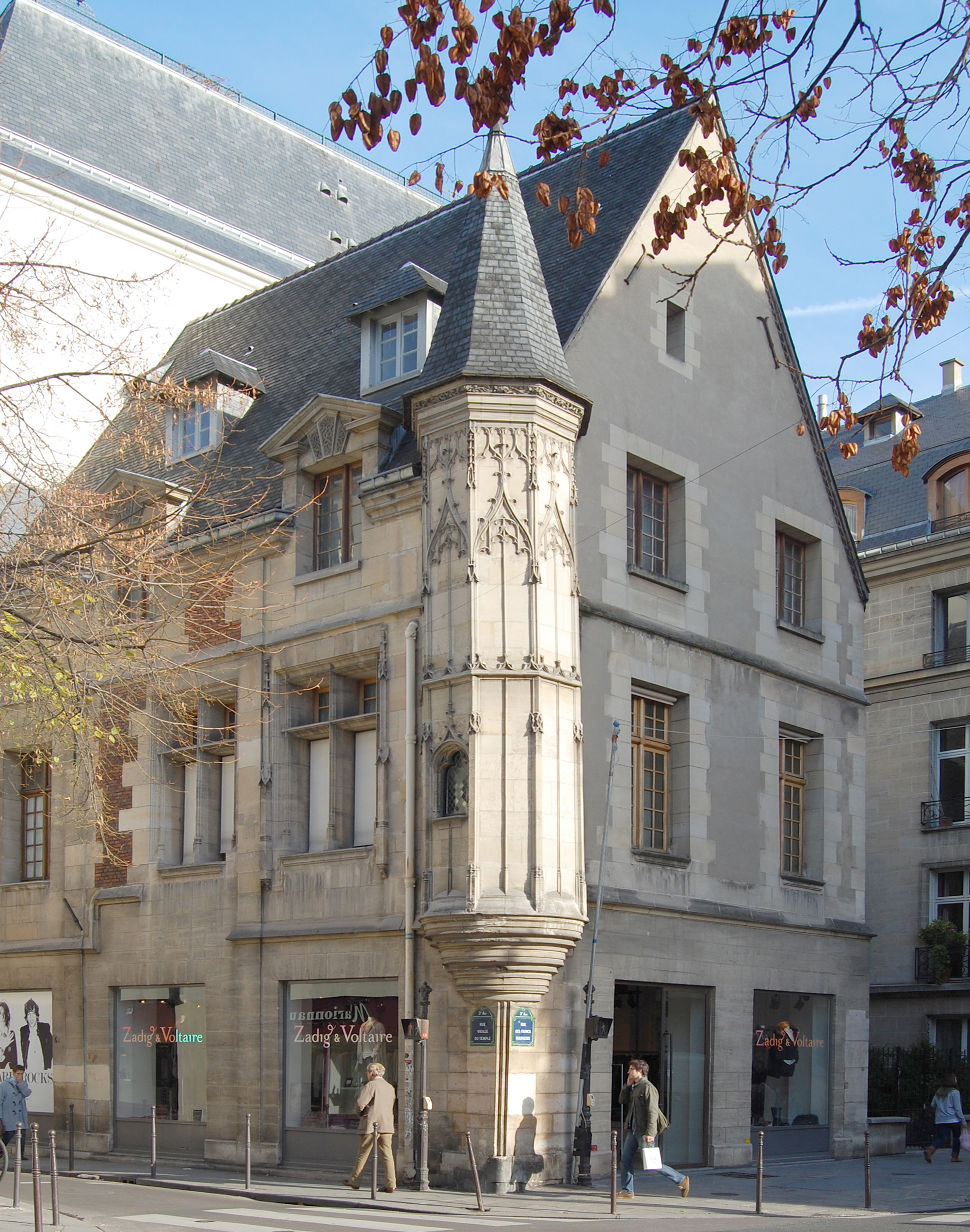
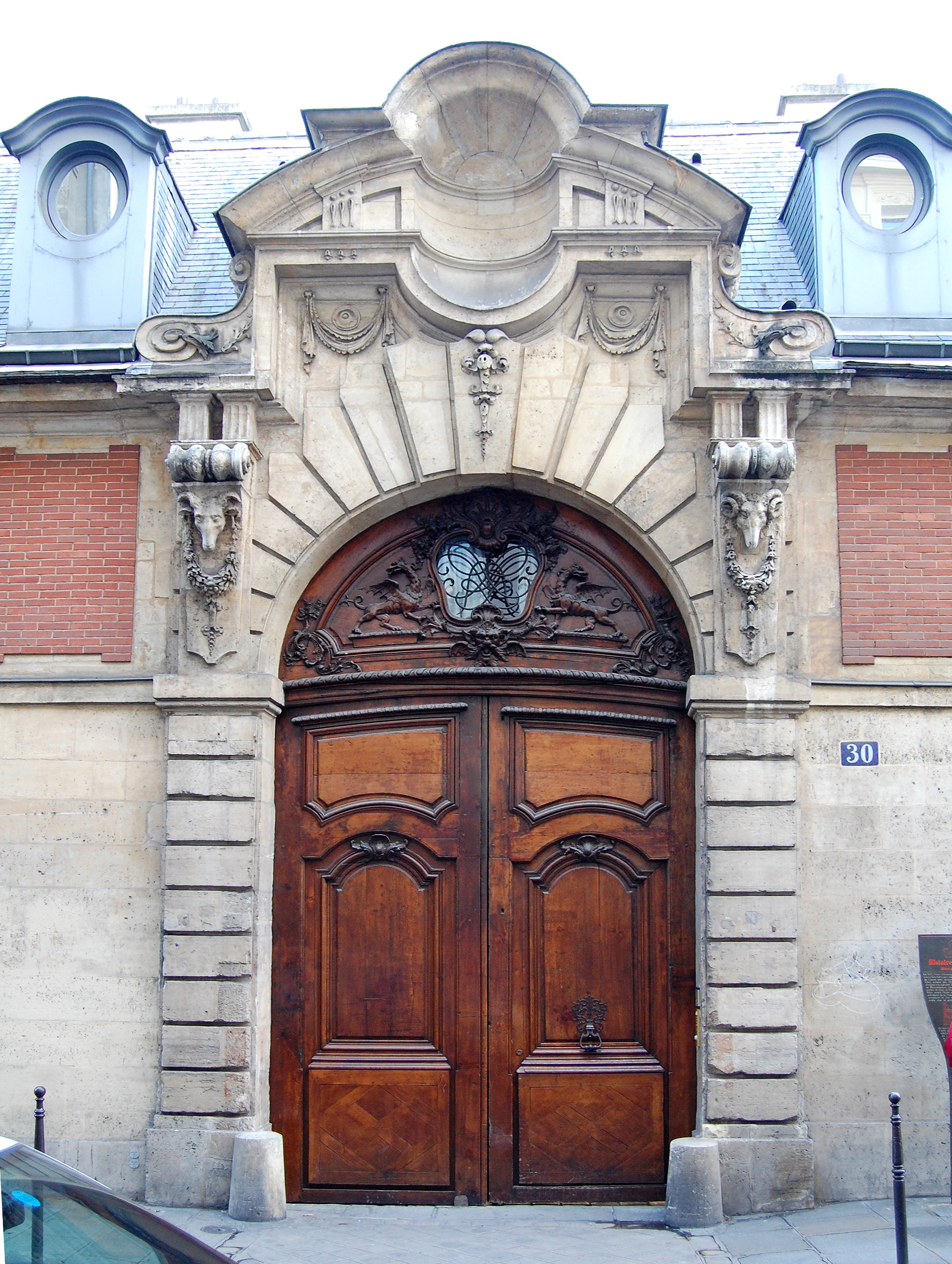
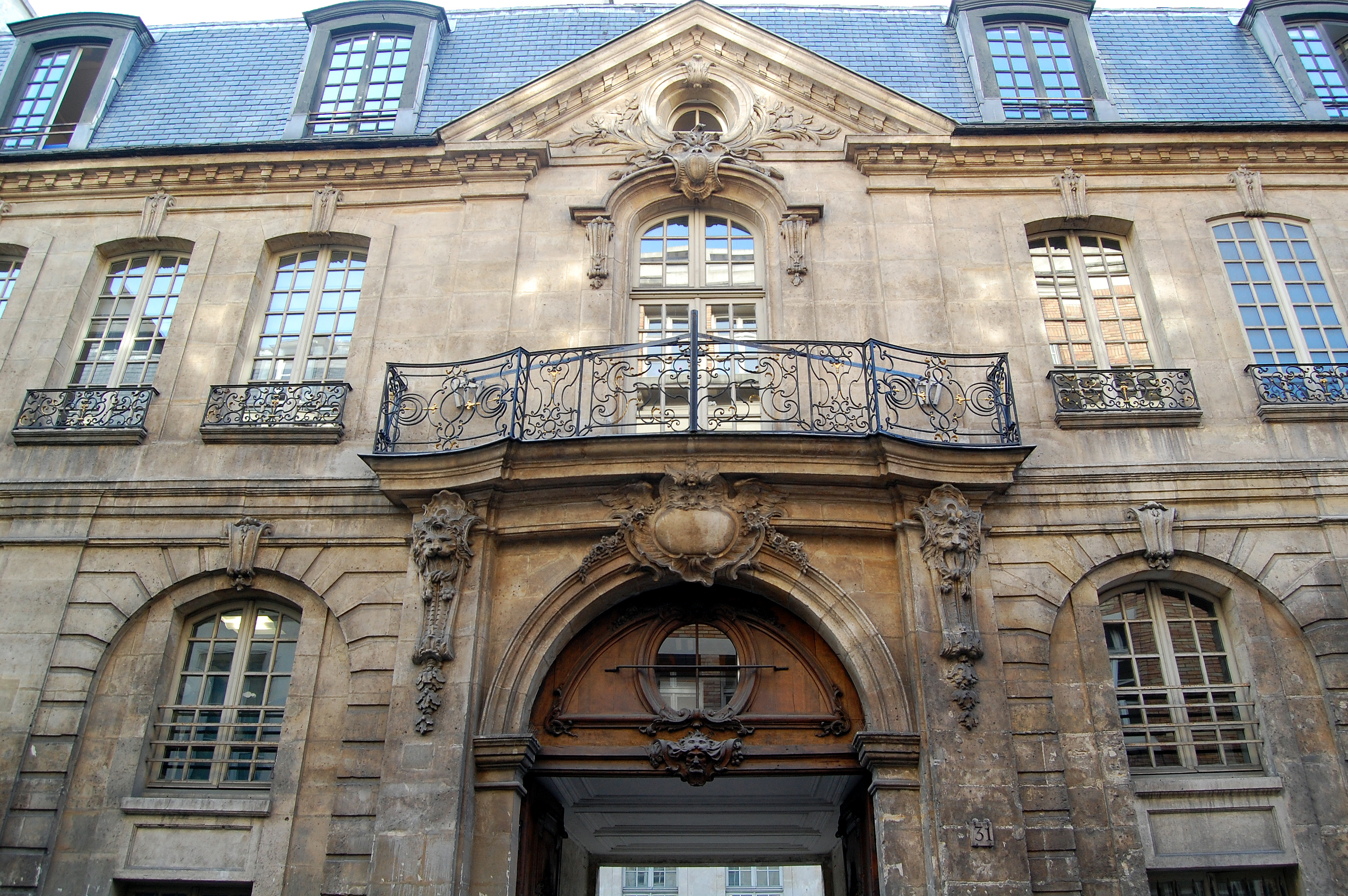
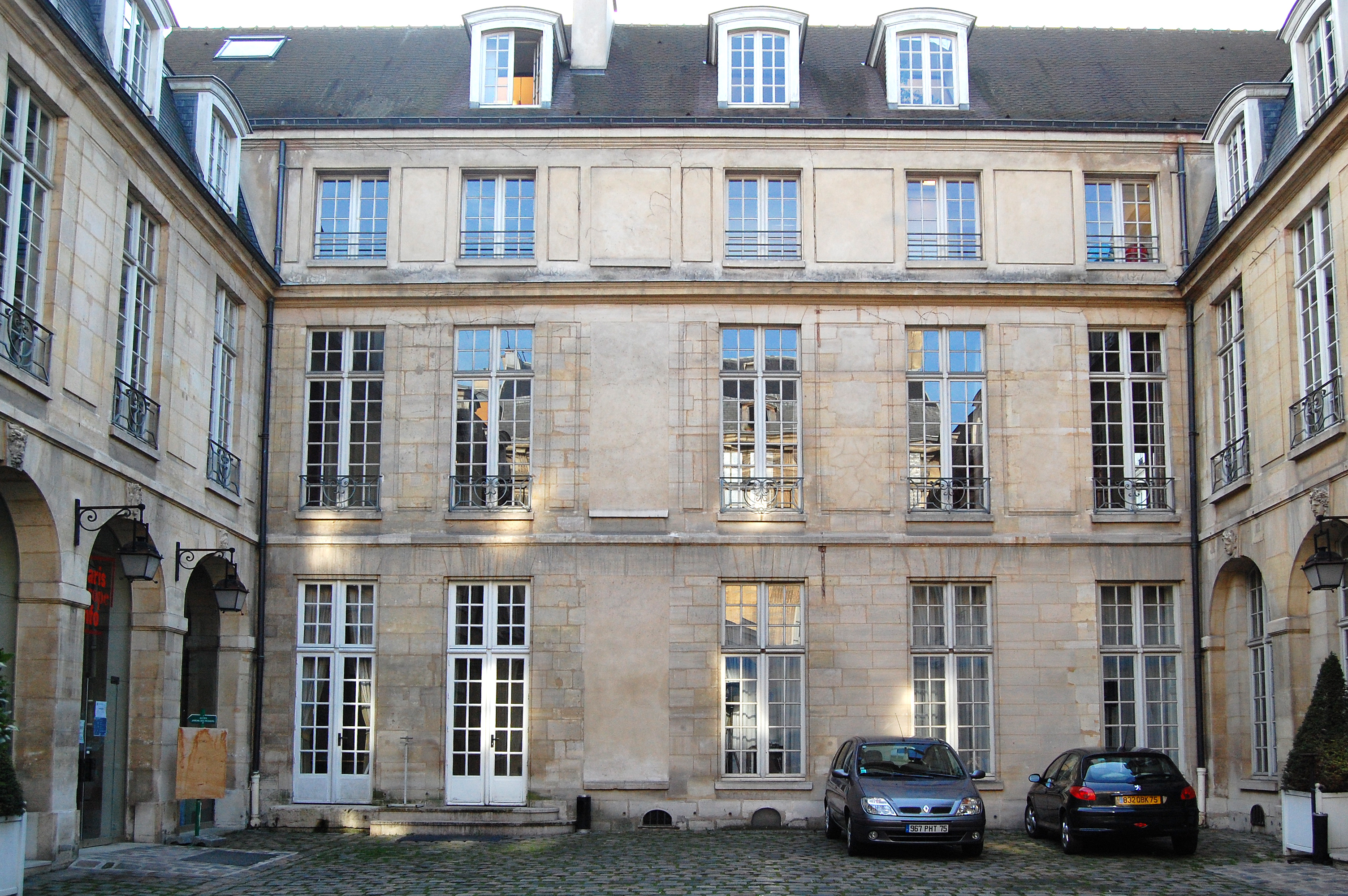
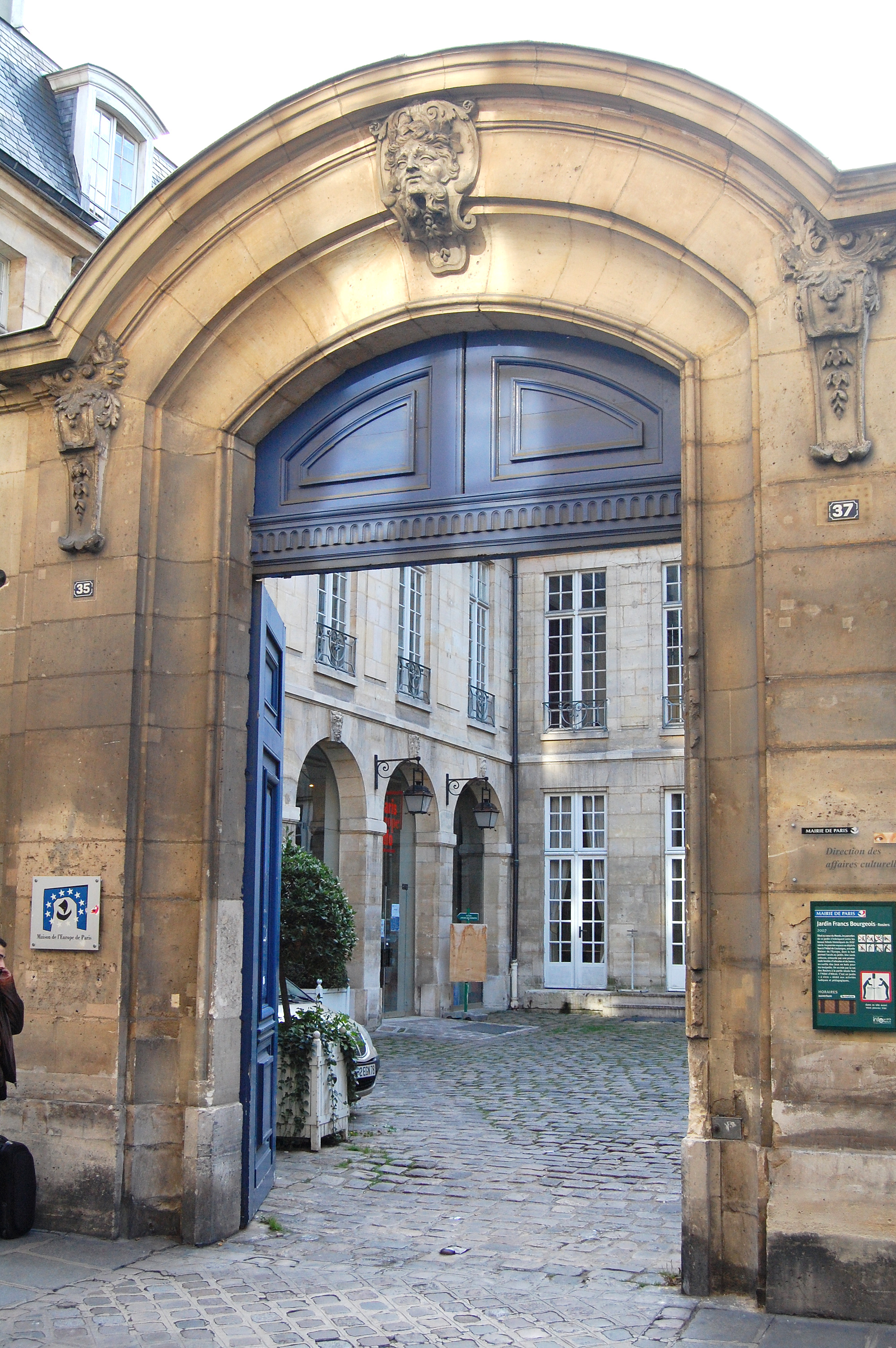
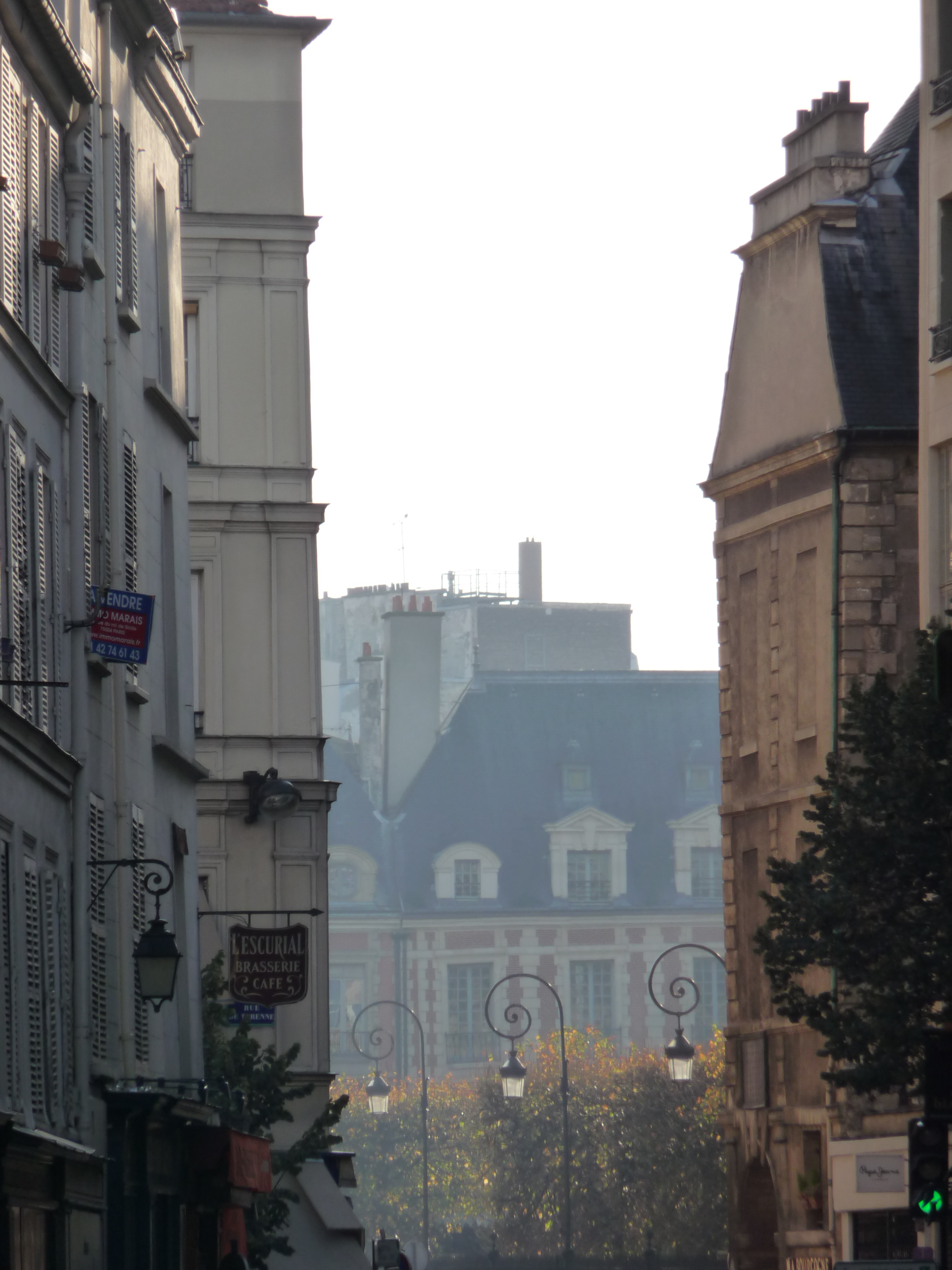